# Elecciones generales de Perú de 2006
Las elecciones generales de Perú de 2006 se realizaron el domingo 9 de abril y el domingo 4 de junio del 2006, para elegir al presidente de la República del Perú, dos vicepresidentes de la misma, 130 congresistas y 5 parlamentarios andinos para el período gubernamental 2006-2011. La segunda vuelta electoral se realizó el domingo 4 de junio de 2006, entre los dos candidatos más votados en la primera vuelta para elegir al nuevo presidente y vicepresidentes de la República del Perú.
Como ningún candidato obtuvo el 50% más 1 voto requeridos, se realizó una segunda ronda electoral el 4 de junio entre los dos candidatos que tuvieron las más altas votaciones: Ollanta Humala de Unión por el Perú y Alan García del Partido Aprista Peruano. García ganó la elección según los resultados al 100% de actas computadas y con ésta elección logró ser elegido presidente del Perú por segunda vez.

## Antecedentes
El 1 de enero del 2005, a 1 año de las elecciones, se produjo un levantamiento militar en la ciudad de Andahuaylas denominada Andahuaylazo, liderado por el exmilitar y figura central del movimiento etnocacerista Antauro Humala, quien asalto una comisaría junto a un grupo de 160 reservistas etnocaceristas con el objetivo de exigir la renuncia del presidente Alejandro Toledo, acusándolo de cometer delitos de corrupción y de traicionar los intereses nacionales, exigiendo la restitución de la Constitución de 1979. Este hecho simbolizó este descontento, generando un evento que rápidamente escaló a nivel nacional.
El 2 de enero, inicio un enfrentamiento entre las fuerzas de las unidades especiales de la Policía Nacional (SUAT, DIROES y el Escuadrón Verde) y los Reservistas etnocaceristas, causando la muerte de 4 policías; este suceso llevó a Toledo a declarar en estado de emergencia al departamento de Apurímac. Para contener la situación, se desplegaron a efectivos de las fuerzas de la Dirección de Operaciones Especiales de la Policía (DIROES) y al ejército nacional, al mando del mnistro del Interior y general de la Policía Nacional del Perú Félix Murazzo y del general de división EP José Williams Zapata.
Mientras las fuerzas gubernamentales intentaban retomar el control, cientos de pobladores locales mostraron apoyo a los insurgentes en la plaza de armas de Andahuaylas. No obstante, los incidentes armados continuaron, cobrando la vida de dos reservistas.
El 3 de enero, se registraron manifestaciones de apoyo al movimiento en varias ciudades del país. En la ciudad de Arequipa, unas 200 personas se reunieron en la plaza principal en respaldo al levantamiento, aunque la policía dispersó la concentración y detuvo a 11 personas. Movilizaciones similares ocurrieron en Tacna, donde alrededor de 300 ciudadanos organizaron una marcha de respaldo. También hubo pequeñas concentraciones en Ilave (Puno) y Huancayo (Junín). Sin embargo, las reacciones no fueron unánimes. Los gobernadores regionales de Junín, Pasco y Tumbes condenaron enérgicamente las acciones lideradas por Antauro.
El levantamiento llegó a su fin el 4 de enero, con la captura de Antauro Humala y la rendición de la mayoría de los insurgentes, unos 150 reservistas. Sin embargo, en un giro inesperado, Antauro acusó a su hermano Ollanta Humala de ser el verdadero autor intelectual del Andahuaylazo, alegando que él solo seguía órdenes.Ollanta, quien por entonces era una figura política en ascenso, negó rotundamente cualquier vínculo con los hechos, aunque sus declaraciones iniciales fueron ambiguas, lo que dejó espacio para especulaciones.
El Andahuaylazo no solo evidenció las tensiones políticas y sociales de la época, sino que también dejó un legado polémico en la trayectoria política de los hermanos Humala. Mientras Antauro enfrentó la justicia, su figura se consolidó como un símbolo para ciertos sectores nacionalistas y radicales, mientras que Ollanta se distanció estratégicamente del movimiento para avanzar en su carrera política.
En retrospectiva, el Andahuaylazo es un recordatorio de los desafíos que enfrenta el Perú en términos de gobernabilidad, cohesión social y manejo de conflictos internos.

## Convocatoria
El 8 de diciembre de 2005, el Presidente Constitucional de la República del Perú Alejandro Toledo (elegido democráticamente en las elecciones generales del 2001) a poco más de 7 meses de la culminación su mandato, convocó oficialmente a elecciones generales para el 9 de abril de 2006. Esta convocatoria marcó el inicio del proceso democrático para elegir al nuevo Presidente de la República, así como a los Vicepresidentes, Congresistas de la República, y los representantes peruanos ante el Parlamento Andino (en cual, se elegirán por primera vez a los cinco escaños asignados al Perú en este organismo) para el período 2006-2011.
Durante sus años en el poder, Toledo enfrentó grandes desafíos en el ámbito político, económico y social, dejando un legado mixto que sería tema de análisis tanto dentro como fuera del Perú. Con esta convocatoria, Toledo buscaba garantizar una transición pacífica y democrática, resaltando el respeto a las instituciones y la estabilidad del país tras años de inestabilidad política que marcaron la década de los 90.
El 9 de enero de 2006, en una ceremonia oficial realizada en el Palacio de Gobierno, Alejandro Toledo reafirmó su compromiso con la transparencia y la legitimidad del proceso electoral. Durante su intervención, hizo un llamado a las autoridades electorales y a los organismos internacionales para que supervisaran los comicios, asegurando que fueran limpios, libres y transparentes. Este gesto fue bien recibido por la comunidad internacional y reflejó la intención de Toledo de consolidar la democracia en el país.
Debido a la enmienda constitucional promulgada en el año 2001, Toledo no estaba habilitado para postular a la reelección. Ya que el Congreso implemento una reforma constitucional que prohíbe la reelección inmediata, esta normativa fue implementada tras la caída del régimen de Alberto Fujimori, buscaba prevenir la concentración del poder en una sola figura política y fomentar la alternancia democrática.
Por lo tanto, Toledo enfrentó el reto de concluir su mandato con una aprobación ciudadana que fluctuó considerablemente durante sus años de gestión. Aunque inició su gobierno con niveles de aprobación cercanos al 70%, su popularidad sufrió una fuerte caída en medio de críticas por presuntos casos de corrupción, promesas incumplidas y desafíos económicos, llegando a mínimos históricos de alrededor del 6% en ciertos momentos. No obstante, hacia el final de su mandato logró una ligera recuperación, situándose en un promedio del 31% de aprobación.

## Historia

### Implementación del Umbral o Valla electoral
En estas elecciones se introduce por primera vez el umbral de representación o la valla electoral que había sido aprobado a fines del 2005. Este era un mecanismo electoral por el cual se pretende reducir y evitar el fraccionalismo, en un contexto en el que las elecciones presidenciales y parlamentarias coinciden en una misma fecha generando que el elector realice un voto sin conocer cual de los candidatos alcanzará la presidencia. 

Esto produce que un gran número de partidos ocupen escaños en el parlamento y que, como consecuencia, se den muchas dificultades al momento de tomar decisiones y llegar a acuerdos. Esta medida consiste en establecer un mínimo de votos válidos a nivel nacional para que el partido político logre la distribución de escaños a razón del porcentaje de votos obtenidos, asimismo, si el partido no alcanza este mínimo de votos pierde su inscripción en el registro de organizaciones políticas. En las elecciones que se dieron en el 2006, a través de la ley N 28643, se estableció una valla electoral bajo los siguientes términos:
[...] para acceder al procedimiento de distribución de escaños del congreso de la República se requiere haber alcanzado al menos 6 representantes al congreso en más de una circunscripción electoral, es decir 5% del número legal de sus miembros o haber alcanzado al menos el 5% de los votos válidos a nivel nacional; sin embargo, en la única disposición transitoria de la acotada ley, para las elecciones presidenciales y parlamentarias del año 2006, se estableció que el número de parlamentarios sería de 5 y el porcentaje de los votos válidos a nivel nacional sería de 4% ( JNE 2006)
Esta medida marcó un cambio importante en el sistema político, por un lado, permitió que el número de partidos con representación en el Congreso se redujera, logrando una mayor concentración de escaños en las principales fuerzas políticas. Por otro lado, obligó a los partidos más pequeños a buscar alianzas estratégicas para asegurar su supervivencia y relevancia electoral.
Sin embargo, esta medida también generó críticas; algunos analistas y líderes políticos argumentaron que el umbral de representación podía excluir a sectores minoritarios de la población, cuya voz se expresaba a través de partidos pequeños, limitando así la pluralidad en el Parlamento. A pesar de ello, la mayoría coincidió en que era un paso necesario para fortalecer la gobernabilidad y evitar la parálisis legislativa.
Los partidos que no alcanzaron el umbral del 4% de los votos válidos enfrentaron consecuencias severas, ya que perdieron automáticamente su inscripción en el registro oficial de organizaciones políticas. Esto significaba que dichas agrupaciones no podían participar en futuras elecciones, a menos que se reinscribieran cumpliendo con los requisitos establecidos por las leyes electorales. Esto incentivó a las organizaciones políticas a trabajar en estrategias más sólidas de representación y a acercarse a los votantes con propuestas más claras y estructuradas.
Esta medida sentó un precedente en el sistema electoral, estableciendo un mecanismo que, en líneas generales, buscaba equilibrar la pluralidad política con la necesidad de una gobernabilidad efectiva. Si bien no resolvió por completo los problemas de fragmentación política, sí contribuyó a un Parlamento más manejable y a una dinámica legislativa menos caótica, marcando un impacto duradero en la forma en que se organiza y se estructura la representación política en el país.
|                                              | 1978 | 1980 | 1985 | 1990 | 1992 | 1995 | 2000 | 2001 | 2006 | 2011 |
| Nº de candidatos - Elecciones presidenciales | 12   | 15   | 9    | 9    |      | 14   | 9    | 8    | 20   | 11   |
| Nº de candidatos - Elecciones parlamentarias | 12   | 18   | 14   | 18   | 18   | 20   | 10   | 13   | 24   | 12   |
| Nº de partidos en el Congreso                | 10   | 9    | 7    | 13   | 10   | 13   | 10   | 11   | 7    | 7    |

Como resultado de este mecanismo electoral, en el 2006, de los 24 partidos que buscaban representación en el Congreso solo 7 lograron pasar la valla electoral.
Este era el segundo gobierno elegido democráticamente desde el gobierno fujimorista que es considerado autoritario debido al autogolpe que se dio el 5 de abril de 1992 y el desequilibrio que este suceso trajo para los poderes estatales. Uno de los rezagos de esta etapa de la historia peruana es la crisis de partidos, que para las elecciones de 2006, se tradujo en un histórico número de partidos compitiendo por la presidencia, hecho que se refleja en la tabla anterior que muestra que desde 1978 nunca se había alcanzado un número tan alto de candidatos a las elecciones presidenciales. De esta manera, el contexto político que se vivió en el 2006 no solo conjugó en junio y julio las elecciones presidenciales, parlamentarias y del Parlamento Andino, y, para noviembre, las regionales y municipales con quince mil puestos en disputa, sino a un gran número de partidos políticos que competían para las elecciones presidenciales, 20 listas, y 24 parlamentarias

## Sistema electoral
El presidente y vicepresidentes de la República son elegidos por sufragio directo y en distrito electoral único. En el caso de que ningún candidato presidencial alcance más del 50% de los votos válidamente emitidos, se realizará una segunda ronda electoral.
Para el Congreso se elegirán a 120 congresistas de la República en 26 distritos electorales, correspondientes a los 24 departamentos, la provincia de Lima, la Provincia Constitucional del Callao y los peruanos residentes en el extranjero. Se empleará el procedimiento de la cifra repartidora con doble voto preferencial opcional. Para ingresar al Congreso, los partidos deben cruzar el umbral electoral del 4% a nivel nacional o ganar al menos siete escaños en una circunscripción. Los escaños se asignan mediante el método D'Hondt.
La distribución y número de congresistas para las elecciones de 2006 se fijan de la siguiente manera:
| Circunscripciones                                                          | Escaños | Mapa |
| -------------------------------------------------------------------------- | ------- | ---- |
| Lima                                                                       | 35      |      |
| La Libertad                                                                | 7       |      |
| Piura                                                                      | 6       |      |
| Áncash, Arequipa, Cajamarca, Cusco, Junín, Lambayeque y Puno               | 5       |      |
| Callao e Ica,                                                              | 4       |      |
| Ayacucho, Huánuco, Loreto y San Martín                                     | 3       |      |
| Amazonas, Apurímac, Huancavelica, Moquegua, Pasco, Tacna, Tumbes y Ucayali | 2       |      |
| Madre de Dios                                                              | 1       |      |

Para el Parlamento Andino se elegirían a 5 miembros a nivel nacional empleando el método de la cifra repartidora, con doble voto preferencial opcional.

## Partidos y candidatos

### Candidatos oficiales
A las elecciones del año 2006 se presentaron 24 candidaturas a la presidencia del Perú, el mayor número de candidatos en la historia del Perú. De los candidatos inscritos, sólo 20 siguieron en campaña tras una tacha (Alberto Fujimori) y tres renuncias (Rafael Belaúnde Aubry, Fernando Olivera y Marco Antonio Arrunátegui).
| Partido/Coalición | Partido/Coalición                           | Candidato Presidencial | Candidato Presidencial             | 1.er Vicepresidente      | 2.º Vicepresidente         | PDG |
| Partido/Coalición | Partido/Coalición                           | Foto                   | Nombre                             | 1.er Vicepresidente      | 2.º Vicepresidente         | PDG |
| ----------------- | ------------------------------------------- | ---------------------- | ---------------------------------- | ------------------------ | -------------------------- | --- |
|                   | Alianza para el Progreso                    |                        | Natale Amprimo (40 años)           | César Acuña              | Julia Valenzuela Cuéllar   |     |
|                   | Alianza por el Futuro                       | Martha Chávez          | Martha Chávez (53 años)            | Santiago Fujimori        | Rolando Sousa              |     |
|                   | Avanza País - Partido de Integración Social | Ulises Humala          | Ulises Humala (47 años)            | Pedro Cenas Casamayor    | Constante Traverso         |     |
|                   | Concertación Descentralista                 | Susana Villarán        | Susana Villarán (56 años)          | Nery Saldarriaga         | Carlos Paredes Gonzales    |     |
|                   | Con Fuerza Perú                             |                        | Pedro Koechlin von Stein (52 años) | Walter Vera Tudela       | María Jesús Espinoza Matos |     |
|                   | Frente de Centro                            | Valentín Paniagua      | Valentín Paniagua (69 años)        | Alberto Andrade          | Gonzalo Aguirre Arriz      |     |
|                   | Fuerza Democrática                          | Alberto Borea Odría    | Alberto Borea (54 años)            | Marco Falconí            | Yván Vásquez Valera        |     |
|                   | Justicia Nacional                           | Jaime Salinas          | Jaime Salinas (43 años)            | Carlos Luque Otero       | Ana María Villafuerte      |     |
|                   | Movimiento Nueva Izquierda                  |                        | Alberto Moreno Rojas (64 años)     | Juan José Gorriti        | Alejandro Narváez Liceras  |     |
|                   | Partido Socialista                          | Javier Diez Canseco    | Javier Diez Canseco (58 años)      | Josefina Huamán          | Alberto Quintanilla        |     |
|                   | Partido Aprista Peruano                     | Alan García            | Alan García (56 años)              | Luis Giampietri          | Lourdes Mendoza del Solar  |     |
|                   | Perú Ahora                                  |                        | Luis Guerrero Figueroa (52 años)   | Víctor Armando Echegaray | Andrés Alcántara           |     |
|                   | Progresemos Perú                            |                        | Javier Espinoza Ayaipoma (37 años) | Manuel Yto Seguil        | Agustín Guillermo Quezada  |     |
|                   | Partido Reconstrucción Democrática          |                        | José Cardó (52 años)               | Marco Antonio Alcalde    | Juana Avellaneda Soto      |     |
|                   | Renacimiento Andino                         | Ciro Gálvez            | Ciro Gálvez (57 años)              | Patricia Marimon Campos  | Carmen Casani Barbachan    |     |
|                   | Restauración Nacional                       | Humberto Lay           | Humberto Lay (71 años)             | Máximo San Román         | María de la Puente         |     |
|                   | Resurgimiento Peruano                       |                        | Ántero Asto Flores (59 años)       | Carlos Arturo Bentin     | Roberto Pineda Cuellar     |     |
|                   | Alianza Electoral Unidad Nacional           | Lourdes Flores Nano    | Lourdes Flores (46 años)           | Arturo Woodman           | Luis Enrique Carpio        |     |
|                   | Unión por el Perú                           | Ollanta Humala         | Ollanta Humala (43 años)           | Gonzalo García Núñez     | Carlos Torres Caro         |     |
|                   | Y se llama Perú                             |                        | Ricardo Wong (52 años)             | Ernesto Martín de Angelo | José del Carmen Sifuentes  |     |

Por primera vez aparece Alianza para el Progreso con Natale Amprimo como candidato presidencial y César Acuña como primer vicepresidente, hecho que le permitía postular a un escaño parlamentario. Otro hecho que llama la atención en las elecciones de 2006 es la presencia del fujimorismo, grupo de partidarios del expresidente Alberto Fujimori, con un nueva coalición llamada: Alianza por el Futuro integrada por las 4 agrupaciones fujimoristas como Cambio 90, Nueva Mayoría, Siempre Unidos y Si Cumple. Este contaba con Martha Chávez como candidata a la presidencia y Keiko Fujimori, hija de Alberto Fujimori, encabezando la lista parlamentaria por Lima. Susana Villarán, ministra de Promoción de la Mujer y del Desarrollo Humano durante el gobierno de Valentín Paniagua, se inscribió, por primera vez, como candidata a la presidencia con el partido Concertación Descentralista. Valentín Paniagua, expresidente del Perú, representando al Frente de Centro. Unidad Nacional configuró a la alianza del Partido Popular Cristiano, Cambio Radical, Renovación Nacional y Solidaridad Nacional. Su candidata a la presidencia fue Lourdes Flores Nano quien lideraba al PPC, el historial político de la candidata se constituía de una candidatura previa a la presidencia en el año 2001 en la que quedó como tercera con un 24.3% de votos con Alan García que la superaba con un 25.77%.
Alan García, expresidente del Perú durante los años 1985 a 1990, también se presentó como candidato presidencial del Partido Aprista Peruano. Esta era su segunda candidatura desde su regreso de Europa, donde se mantuvo el tiempo que duró el gobierno fujimorista. Tras perder las elecciones presidenciales en el 2001 contra Alejandro Toledo de Perú Posible, su candidatura se convirtió en una de las más favorecidas por el pueblo peruano. El candidato recurrió a escenarios musicales como «La vida es un carnaval» que fue cuestionado por la Apdayc por la supuesta falta de permisos de su compositor. Asimismo, dentro de las principales candidaturas a la presidencia de 2006 estaba Ollanta Humala. Este candidato fue un comandante del ejército que se hizo de renombre debido a un levantamiento en armas durante el año 2000 en contra del gobierno fujimorista en la sierra de Locumba. Su base social estaba configurada por reclutas, aquellos que realizaron el servicio militar. Para estas elecciones la ideología que profesaba era muy marcada hacia el nacionalismo, por muchos considerado un velasquismo. Se debe hacer mención que tanto Marco Antonio Arrunátegui con el partido Proyecto país, Rafael Belaúnde Aubry con Perú Posible y Fernando Olivera del Frente Independiente Moralizador se retiraron de la campaña electoral. Por otro lado, la candidatura del expresidente Alberto Fujimori fue rechazada por el Jurado Nacional de Elecciones quedando en la competencia 20 listas a la presidencia

### Candidaturas improcedentes, retiradas y excluidas
Lista de candidaturas que han sido retiradas, excluidas o fueron declaradas improcedentes y que no poseen el carácter de subsanables; por lo tanto han quedado fuera de las elecciones:
| Partido/Coalición | Partido/Coalición                  | Candidato Presidencial | Candidato Presidencial    | 1.er Vicepresidente  | 2.º Vicepresidente  | Fecha                | Situación    | Motivo |
| Partido/Coalición | Partido/Coalición                  | Foto                   | Nombre                    | 1.er Vicepresidente  | 2.º Vicepresidente  | Fecha                | Situación    | Motivo |
| ----------------- | ---------------------------------- | ---------------------- | ------------------------- | -------------------- | ------------------- | -------------------- | ------------ | --- |
|                   | Agrupación Independiente Sí Cumple | Alberto Fujimori       | Alberto Fujimori          | Luisa María Cuculiza | Germán Kruger       | 10 de enero de 2006  | Improcedente | Fujimori tenía prohibido ejercer el cargo hasta el año 2011 y estaba investigado por varios cuestionamientos de su gobierno. |
|                   | Perú Posible                       |                        | Rafael Belaúnde Aubry     | Carlos Bruce         | Rómulo Mucho        | 31 de enero de 2006  | Retirado     | Disputa por la lista de candidatos al Congreso del partido.                                                                  |
|                   | Frente Independiente Moralizador   |                        | Fernando Olivera          | Fausto Alvarado      | Luis Ibérico        | 8 de febrero de 2006 | Retirado     | Olivera decidió encabezar la lista de candidatos al Congreso del partido.                                                    |
|                   | Proyecto País                      |                        | Marco Antonio Arrunátegui | Elías Espinoza       | María Teresa García | 8 de febrero de 2006 | Retirado     | Arrunátegui decidió encabezar la lista de candidatos al Congreso del partido.                                                |

## Encuestas

### Primera vuelta
Para la primera vuelta los principales candidatos a la presidencia eran Lourdes Flores, Ollanta Humala, Alan García, Martha Chávez y Valentín Paniagua. A inicios del año la preferencia de los votantes se dirigía a Lourdes Flores con un 30% de la intención de votos dejando a Humala en segundo lugar con un 22%, mientras que García y Paniagua aún se mantenían rezagados en la contienda electoral.
Sin embargo, esta situación ventajosa para la candidata de Unidad Nacional, un partido conformado por una coalición de derecha, solo se logró como consecuencia del avasallante aumento de Humala en las anteriores encuestas. Hemos de recordar que Ollanta Humala se alzaba como la opción de la izquierda nacionalista que representaba una ideología Nacionalista del Siglo XXI, en tanto se evidenció gran simpatía entre el candidato de Unión por el Perú y el entonces presidente de Venezuela, Hugo Chávez. Ante esta situación no debe sorprender que los simpatizantes que apoyan a otros candidatos decidieron optar por la candidatura de Lourdes Flores en un intento por impedir una posible administración de izquierda.

### Segunda vuelta
Conforme las elecciones se fueron acercando, la disputa entre quien defendería a la derecha en la segunda vuelta se dio entre Alan García y Lourdes como principales contendientes. Serán hechos como la disolución de la coalición Unidad Nacional sumados a la imagen clasista que Lourdes había construido como consecuencia de comentarios desafortunados de su padre en las anteriores elecciones lo que inclinarán la balanza hacia el candidato del APRA.
Por ello no debe sorprender que los dos candidatos que pasen a la segunda vuelta serían Ollanta Humala, representante del nacionalismo, y Alan García, el candidato del centro derecha. Este último pasó a la segunda vuelta con una ventaja de 0.5% por sobre la candidata de Unidad Nacional. Sin embargo no se debe dejar de hacer mención que cerca del 78.7% de los votos lo alcanzaron los partidos que propugnaban un discurso de izquierda y centro derecha.

### Elecciones parlamentarias
Por primera vez se utilizó en estas elecciones la valla electoral, por lo que solo las agrupaciones políticas que superaron el 4% de votos válidos pudieron entrar al Congreso. 

## Debates
Solo hubo una única confrontación televisiva entre los candidatos durante toda la campaña presidencial, la ocurrida entre Alan García y Ollanta Humala durante la segunda vuelta electoral. Esta se desarrolló en el Museo Nacional de Arqueología, Antropología e Historia del Perú, ubicado el distrito limeño de Pueblo Libre, y el moderador fue el periodista Augusto Álvarez Rodrich.
| Detalles           | Detalles                                                                                  | Detalles                                                        | Detalles           | Detalles                | Participantes P Presente A Ausente NI No invitado | Participantes P Presente A Ausente NI No invitado |
| Fecha              | Organizador                                                                               | Sede                                                            | Lugar              | Moderador               | García                                            | Humala                                            |
| ------------------ | ----------------------------------------------------------------------------------------- | --------------------------------------------------------------- | ------------------ | ----------------------- | ------------------------------------------------- | ------------------------------------------------- |
| 21 de mayo de 2006 | Alianza Estratégica de Universidades Nacionales Colegio de Ingenieros del Perú CIES SNRTV | Museo Nacional de Arqueología, Antropología e Historia del Perú | Pueblo Libre, Lima | Augusto Álvarez Rodrich | P                                                 | P                                                 |

También, por primera vez en la historia del Perú, se realizó un debate entre los equipos técnicos involucrados en la elaboración de los planes de gobierno de ambas candidaturas, a fin de profundizar en las diferencias programáticas y propuestas existentes. Luego de tensiones iniciales debido a actos de violencia entre partidarios de ambas tiendas políticas, la polémica se desarrolló el 28 de mayo de 2006, con la participación nuevamente de Álvarez Rodrich como moderador, y abordando cinco bloques: política económica y generación de empleo, recursos naturales e infraestructura, políticas sociales, y educación, ciencia y tecnología.
| Detalles           | Detalles                                                                                  | Detalles           | Detalles        | Detalles                | Detalles                                  | Participantes                           | Participantes                      |
| Fecha              | Organizador                                                                               | Sede               | Lugar           | Moderador               | Temas                                     | Partido Aprista Peruano                 | Unión por el Perú                  |
| ------------------ | ----------------------------------------------------------------------------------------- | ------------------ | --------------- | ----------------------- | ----------------------------------------- | --------------------------------------- | ---------------------------------- |
| 28 de mayo de 2006 | Alianza Estratégica de Universidades Nacionales Colegio de Ingenieros del Perú CIES SNRTV | Museo de la Nación | San Borja, Lima | Augusto Álvarez Rodrich | Política económica y generación de empleo | Enrique Cornejo Mercedes Aráoz          | Félix Jiménez Walter Aguirre       |
| 28 de mayo de 2006 | Alianza Estratégica de Universidades Nacionales Colegio de Ingenieros del Perú CIES SNRTV | Museo de la Nación | San Borja, Lima | Augusto Álvarez Rodrich | Recursos naturales e infraestructura      | Hernán Garrido-Lecca Luciana León       | Teófilo Casas José Oscátegui       |
| 28 de mayo de 2006 | Alianza Estratégica de Universidades Nacionales Colegio de Ingenieros del Perú CIES SNRTV | Museo de la Nación | San Borja, Lima | Augusto Álvarez Rodrich | Políticas sociales                        | Javier Barreda Judith Puente de la Mata | Gustavo Riofrío Manuel del Águila  |
| 28 de mayo de 2006 | Alianza Estratégica de Universidades Nacionales Colegio de Ingenieros del Perú CIES SNRTV | Museo de la Nación | San Borja, Lima | Augusto Álvarez Rodrich | Educación, ciencia y tecnología           | Mercedes Cabanillas Melitón Arce        | Edmundo Murrugarra Alicia Gonzáles |
| 28 de mayo de 2006 | Alianza Estratégica de Universidades Nacionales Colegio de Ingenieros del Perú CIES SNRTV | Museo de la Nación | San Borja, Lima | Augusto Álvarez Rodrich | General                                   | Jorge del Castillo                      | Gonzalo García Núñez               |

## Resultados

### Elecciones presidenciales

#### Primera Vuelta
|  | 30.61 % |

|  | 24.32 % |

|  | 23.81 % |

|  | 7.43 % |

|  | 5.75 % |

|  | 4.37 % |

|  | 0.62 % |

|  | 0.53 % |

|  | 0.49 % |

|  | 0.40 % |

|  | 0.31 % |

|  | 0.27 % |

|  | 0.20 % |

|  | 0.20 % |

|  | 0.19 % |

|  | 0.11 % |

|  | 0.09 % |

|  | 0.08 % |

|  | 0.08 % |

|  | 0.06 % |

|  | 83,89 % |

|  | 11,87 % |

|  | 4,23 % |

|  | 88,71 % |

|  | 11,29 % |

|  | 100 % |

#### Por departamento
Resultados oficiales de la ONPE al 100% de actas contabilizadas:
| Departamento    | Humala    | García  | Flores    | Chávez  | Paniagua | Lay     | Votos     | Blanco  | Nulos   | Participación | Electores |
| --------------- | --------- | ------- | --------- | ------- | -------- | ------- | --------- | ------- | ------- | ------------- | --------- |
| Amazonas        | 37 936    | 25 721  | 15 815    | 16 224  | 11 333   | 5 237   | 118 056   | 26 599  | 8 657   | 153 312       | 179 331   |
| Ancash          | 133 987   | 136 893 | 71 054    | 29 486  | 26 946   | 17 576  | 431 825   | 90 617  | 23 237  | 545 679       | 611 881   |
| Apurimac        | 70 767    | 16 401  | 12 997    | 4 955   | 3 386    | 7 257   | 123 300   | 35 411  | 10 950  | 169 661       | 195 954   |
| Arequipa        | 303 467   | 98 526  | 134 347   | 23 864  | 26 073   | 15 339  | 625 824   | 54 893  | 20 208  | 700 925       | 770 535   |
| Ayacucho        | 126 684   | 14 597  | 19 704    | 21 381  | 6 431    | 6 367   | 202 151   | 54 179  | 12 320  | 268 650       | 306 662   |
| Cajamarca       | 131 917   | 98 086  | 66 624    | 85 510  | 42 532   | 12 049  | 464 414   | 131 552 | 40 462  | 636 428       | 721 239   |
| Callao          | 89 075    | 133 934 | 130 670   | 20 048  | 24 042   | 22 724  | 434 175   | 36 908  | 15 911  | 486 994       | 541 730   |
| Cusco           | 254 552   | 63 098  | 51 106    | 14 137  | 26 093   | 14 134  | 445 346   | 86 098  | 33 424  | 564 868       | 643 629   |
| Huancavelica    | 77 726    | 14 061  | 10 786    | 12 894  | 5 343    | 4 962   | 130 835   | 43 674  | 7 289   | 181 798       | 203 844   |
| Huanuco         | 101 877   | 39 821  | 28 633    | 15 576  | 10 354   | 23 317  | 228 666   | 64 580  | 14 379  | 307 625       | 354 416   |
| Ica             | 101 897   | 127 337 | 75 202    | 20 848  | 21 490   | 15 576  | 365 126   | 39 226  | 12 133  | 416 485       | 451 197   |
| Junín           | 207 806   | 75 105  | 82 943    | 69 007  | 26 166   | 26 819  | 506 698   | 85 214  | 26 235  | 618 147       | 701 190   |
| La Libertad     | 113 380   | 381 033 | 112 288   | 38 209  | 22 074   | 21 736  | 711 990   | 93 279  | 33 135  | 838 404       | 942 656   |
| Lambayeque      | 113 407   | 193 923 | 94 035    | 52 743  | 33 600   | 17 881  | 522 153   | 61 882  | 18 681  | 602 716       | 676 735   |
| Lima            | 1 070 582 | 985 645 | 1 543 519 | 307 538 | 255 378  | 205 484 | 4 512 920 | 369 581 | 172 268 | 5 054 769     | 5 605 218 |
| Loreto          | 84 635    | 49 952  | 38 318    | 6 452   | 55 495   | 33 236  | 283 325   | 48 013  | 19 269  | 350 607       | 416 419   |
| Madre de Dios   | 15 676    | 7 147   | 5 230     | 1 309   | 1 572    | 2 263   | 33 951    | 5 368   | 1 299   | 40 618        | 47 742    |
| Moquegua        | 34 663    | 21 538  | 12 770    | 1 817   | 6 858    | 2 183   | 81 820    | 7 740   | 2 036   | 91 596        | 99 962    |
| Pasco           | 26 622    | 26 546  | 10 797    | 15 185  | 5 320    | 7 456   | 95 252    | 19 180  | 5 525   | 119 957       | 135 670   |
| Piura           | 171 632   | 211 770 | 131 319   | 51 040  | 45 229   | 25 083  | 657 218   | 129 740 | 36 786  | 823 744       | 914 912   |
| Puno            | 246 260   | 90 619  | 40 074    | 42 152  | 7 760    | 19 277  | 477 281   | 99 808  | 48 177  | 625 266       | 674 865   |
| San Martín      | 79 448    | 49 719  | 33 911    | 29 674  | 13 285   | 14 781  | 228 664   | 65 387  | 18 460  | 312 511       | 357 124   |
| Tacna           | 68 650    | 31 922  | 21 549    | 2 897   | 8 494    | 2 390   | 140 675   | 11 293  | 7 271   | 159 239       | 172 427   |
| Tumbes          | 20 537    | 19 072  | 20 212    | 8 735   | 7 619    | 8 100   | 86 745    | 11 353  | 2 958   | 101 056       | 110 335   |
| Ucayali         | 46 152    | 34 526  | 25 506    | 8 739   | 9 204    | 7 297   | 137 092   | 25 247  | 7 881   | 170 220       | 201 342   |
| Voto Extranjero | 28 923    | 38 866  | 133 871   | 12 000  | 4 079    | 3 605   | 229 883   | 40 223  | 20 622  | 290 728       | 457 891   |

#### Segunda Vuelta
Para la segunda vuelta que se dio el domingo 4 de junio del mismo año, el candidato del APRA logró superar el 24.3% de los votos obtenidos en primera vuelta para sumarse un apoyo de 28.3% llegando a ocupar el primer lugar en las elecciones presidenciales con un 52.6%. Esto se debió a la que mucho del electorado que votó por la candidata de Unidad Nacional, Lourdes Flores Nano, transfirió sus preferencias a Alan García en la segunda vuelta. Este 23.8% de votos adicional supuso la proporción mayoritaria que inclinaría las elecciones hacia el líder del APRA. De esta manera es como inicia el segundo mandato presidencial elegido democráticamente en el Perú tras la caída de Alberto Fujimori.
La candidatura de García también contó con el apoyo de los excandidatos Natale Amprimo, Martha Chávez, Valentín Paniagua, Humberto Lay, Ricardo Wong y del nobel Mario Vargas Llosa. Mientras que la candidatura de Humala fue respaldada por el Movimiento Nueva Izquierda y por excandidato izquierdista, Javier Diez Canseco.
|  | 52,62 % |

|  | 47,37 % |

|  | 91,48 % |

|  | 1,09 % |

|  | 7,43 % |

|  | 87,71 % |

|  | 12,29 % |

|  | 100 % |

#### Por departamento
Resultados oficiales de la ONPE al 100% de actas contabilizadas:
| Departamento    | García    | Humala    | Votos     | Blanco | Nulos   | Participación | Ausentismo | Electores |
| --------------- | --------- | --------- | --------- | ------ | ------- | ------------- | ---------- | --------- |
| Amazonas        | 56 594    | 77 102    | 133 696   | 2 274  | 12.149  | 148 119       | 31 212     | 179 331   |
| Ancash          | 253 503   | 228 617   | 482 120   | 8 944  | 47 205  | 538 269       | 73 612     | 611 881   |
| Apurimac        | 38 678    | 109 428   | 148 106   | 3 734  | 12 888  | 164 728       | 31 226     | 195 954   |
| Arequipa        | 229 071   | 417 236   | 646 307   | 4 425  | 46 405  | 697 137       | 73 398     | 770 535   |
| Ayacucho        | 39 940    | 201 022   | 240 962   | 4 241  | 18 403  | 263 606       | 43 056     | 306 662   |
| Cajamarca       | 262 919   | 283 901   | 546 820   | 13 857 | 56 930  | 617 607       | 103 632    | 721 239   |
| Callao          | 303 772   | 143 353   | 447 125   | 3 222  | 34 001  | 484 348       | 57 382     | 541 730   |
| Cusco           | 136 105   | 368 072   | 504 177   | 6 763  | 39 164  | 550 104       | 93 525     | 643 629   |
| Huancavelica    | 37 706    | 122 591   | 160 297   | 4 056  | 12 376  | 176 729       | 27 115     | 203 844   |
| Huanuco         | 97 586    | 173 102   | 270 688   | 5 614  | 21 953  | 298 255       | 56 161     | 354 416   |
| Ica             | 231 565   | 159 317   | 390 882   | 3 609  | 20 148  | 414 639       | 36 558     | 451 197   |
| Junín           | 209 410   | 353 644   | 563 054   | 6 878  | 45 789  | 615 721       | 85 469     | 701 190   |
| La Libertad     | 559 892   | 211 886   | 771 778   | 8 089  | 52 781  | 832 648       | 110 008    | 942 656   |
| Lambayeque      | 338 748   | 214 669   | 553 417   | 5 521  | 38 668  | 597 606       | 79 129     | 676 735   |
| Lima            | 2 857 014 | 1 753 347 | 4 610 361 | 37 827 | 376 682 | 5 024 870     | 580 348    | 5 605 218 |
| Loreto          | 149 875   | 167 458   | 317 333   | 3 750  | 23 501  | 344 584       | 71 835     | 416 419   |
| Madre de Dios   | 15 348    | 22 379    | 37 727    | 452    | 2 090   | 40 269        | 7 473      | 47 742    |
| Moquegua        | 39 695    | 45 574    | 85 269    | 893    | 4 970   | 91 132        | 8 830      | 99 962    |
| Pasco           | 58 102    | 50 869    | 108 971   | 1 881  | 8 197   | 119 049       | 16 621     | 135 670   |
| Piura           | 415 186   | 332 229   | 747 415   | 10 214 | 57 202  | 814 831       | 100 081    | 914 912   |
| Puno            | 168 441   | 385 597   | 554 038   | 6 669  | 55 972  | 616 679       | 58 186     | 674 865   |
| San Martín      | 113 015   | 160 865   | 273 880   | 4 497  | 28 223  | 306 600       | 50 524     | 357 124   |
| Tacna           | 58 486    | 90 740    | 149 226   | 1 235  | 8 365   | 158 826       | 13 601     | 172 427   |
| Tumbes          | 48 897    | 42 612    | 91 509    | 1 128  | 7 778   | 100 415       | 9 920      | 110 335   |
| Ucayali         | 79 418    | 78 039    | 157 457   | 1 690  | 9 416   | 168 563       | 32 779     | 201 342   |
| Voto Extranjero | 166 051   | 76 431    | 242 482   | 6 400  | 34 062  | 282 944       | 174 947    | 457 891   |

### Elecciones Parlamentarias
Resultados oficiales
|  | 21.15 % |

|  | 20.59 % |

|  | 15.33 % |

|  | 13.09 % |

|  | 7.07 % |

|  | 4.11 % |

|  | 4.02 % |

|  | 14.63 % |

|  | 73.53 % |

|  | 11.50 % |

|  | 14.97 % |

|  | 88.66 % |